# Cục Điện ảnh (Việt Nam)
Cục Điện ảnh là cơ quan trực thuộc Bộ Văn hóa, Thể thao và Du lịch, có chức năng tham mưu, giúp Bộ trưởng quản lý nhà nước và tổ chức thực thi pháp luật về điện ảnh trên phạm vi cả nước; quản lý các dịch vụ công về lĩnh vực điện ảnh theo quy định của pháp luật.
Chức năng, nhiệm vụ, quyền hạn và cơ cấu tổ chức của Cục Điện ảnh được quy định tại Quyết định số 498/QĐ-BVHTTDL ngày 1 tháng 3 năm 2025 của Bộ trưởng Bộ Văn hóa, Thể thao và Du lịch.

## Lịch sử
Ngày 15 tháng 3 năm 1953, tại Chiến khu Việt Bắc (ATK), huyện Định Hóa, tỉnh Thái Nguyên, Chủ tịch Hồ Chí Minh đã ký Sắc lệnh số 147/SL thành lập “Doanh nghiệp Quốc doanh Chiếu bóng và Chụp ảnh Việt Nam”. Kể từ đó, ngày 15/3 đã được khắc ghi là dấu ấn lịch sử trên con đường xây dựng, phát triển của Điện ảnh Cách mạng Việt Nam. Đó chính là nguồn gốc của Cục Điện ảnh ngày nay.

## Nhiệm vụ và quyền hạn
Theo Điều 2, Quyết định số 498/QĐ-BVHTTDL ngày 1 tháng 3 năm 2025 của Bộ trưởng Bộ Văn hóa, Thể thao và Du lịch, Cục Điện ảnh có các nhiệm vụ, quyền hạn chính:
- Quản lý hoạt động sản xuất, phổ biến và lưu trữ phim.
- Quản lý hoạt động hợp tác quốc tế về điện ảnh.
- Tổ chức liên hoan phim quốc gia và quốc tế tại Việt Nam, tổ chức thi sáng tác kịch bản phim có quy mô quốc gia theo quyết định của Bộ trưởng.
- Phối hợp xây dựng cơ chế hoạt động, thực hiện phí, lệ phí của các đơn vị sự nghiệp, tổ chức dịch vụ công về điện ảnh và tổ chức thực hiện sau khi được phê duyệt.
- Xây dựng kế hoạch tài trợ, đặt hàng, đấu thầu, trợ giá sử dụng ngân sách nhà nước và các nguồn khác đối với hoạt động điện ảnh.
- Hướng dẫn, kiểm tra việc phổ biến phim trên hệ thống rạp, chiếu phim lưu động và tác phẩm điện ảnh phát trên truyền hình.
- Thực hiện các nhiệm vụ khác do Bộ trưởng giao.

## Cơ cấu tổ chức
(Theo Khoản 2, Điều 3, Quyết định số 498/QĐ-BVHTTDL ngày 1 tháng 3 năm 2025 của Bộ trưởng Bộ Văn hóa, Thể thao và Du lịch)

### Các phòng chuyên môn, nghiệp vụ
- Văn phòng Cục
- Phòng Nghệ thuật
- Phòng Phổ biến phim

## Lãnh đạo Cục
- Cục trưởng: Đặng Trần Cường[4]
- Phó Cục trưởng:

1. Đỗ Quốc Việt
2. Lý Phương Dung

## Cục trưởng qua các thời kỳ
- Nguyễn Thụ (1987–1991)[5]
- Bùi Đình Hạc (1992–1996)
- Lưu Trọng Hồng (1997–2001) [6][7]
- Nguyễn Phúc Thảnh (2002–2005)[8][9]
- Lại Văn Sinh (2006–2011)[10]
- Ngô Phương Lan (tháng 7, 2012 – tháng 12, 2018)[11][12]
- Nguyễn Thị Thu Hà (quyền Cục trưởng, tháng 1 đến tháng 10 năm 2019)
- Vi Kiến Thành (2020–2024)[13]
- Đặng Trần Cường (2024–nay)[14]